# Stenocatantops nigrovittatus
Stenocatantops nigrovittatus är en insektsart som beskrevs av Yin, Hong och X.-c. Yin 2005. Stenocatantops nigrovittatus ingår i släktet Stenocatantops och familjen gräshoppor. Inga underarter finns listade i Catalogue of Life.